# Monts Pocono

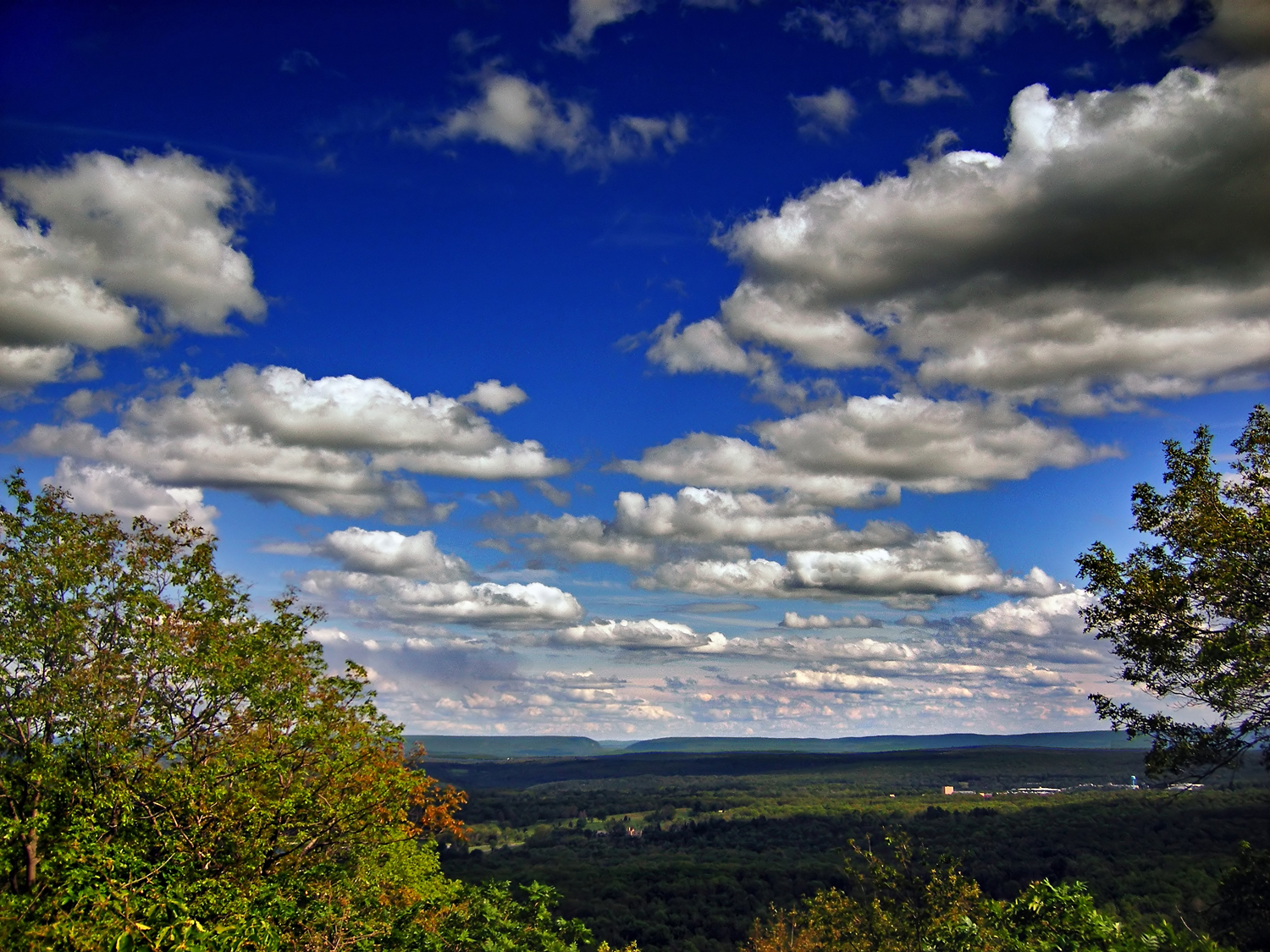
Panorama depuis le mont Pocono.

Les monts Pocono, communément appelés Poconos, sont un massif montagneux ainsi qu'une région géographique, géologique et culturelle dans le Nord-Est de la Pennsylvanie, aux États-Unis. Ils font partie du grand plateau des Allegheny formant un escarpement de 6 200 km2 surplombant le fleuve Delaware et le Delaware Water Gap à l'est. Les montagnes sont bordées au nord par le lac Wallenpaupack, à l'ouest par la vallée du Wyoming et la Coal Region, et au sud par la vallée de Lehigh.
Pocono vient de « Pokawachne » en langue munsee, qui signifie « ruisseau entre deux collines ».
Les collines et les vallées boisées sont depuis longtemps une zone récréative populaire disposant d'infrastructures importantes telles qu'hôtels, zones de pêche et de chasse, station de ski et autres installations sportives. La région est aussi connue pour ses chambres d'hôtel aux baignoires en forme de cœur inventées par Morris Wilkins en 1963 pour attirer les jeunes mariés pour leur lune de miel. Le centre des Poconos se situe à East Stroudsburg, où se trouve l’Université d'East Stroudburg (en).